# Premi José Couso de llibertat de premsa
El Premi José Couso de Llibertat de Premsa (en gallec Premi José Couso de Liberdade de Premsa) és un guardó concedit pel Col·legi Professional de Periodistes de Galícia i el Club de Premsa de Ferrol en reconeixement del treball d'individus i organitzacions compromesos amb el dret a la lliure informació. Va ser creat en homenatge al reporter gràfic José Couso, que va morir durant la invasió de l'Iraq de 2003 a causa dels trets d'un carro de combat nord-americà contra l'hotel Palestine de la capital iraquiana en el qual es trobava. El guardó és una estatueta de l'escultor Manuel Patinha anomenada «Ales lliures» (Ás ceibes en gallec).

## Llista de guardonats[2]
- 2005: Ali Lmrabet, periodista i diplomàtic marroquí
- 2006: Le Monde Diplomatique, publicació francesa
- 2007: Jon Lee Anderson, periodista estatunidenc
- 2008: José Vidal-Beneyto, filòsof i sociòleg espanyol
- 2009: Rosa Maria Calaf, periodista catalana
- 2010: Daniel Anido i Rodolfo Irago, periodistes espanyols[3]
- 2011: Wikileaks, web que publica informes anònims i documents filtrats considerats d'interès públic[4]
- 2012: Consell d'Informatius de TVE
- 2013: Mónica García Prieto
- 2014: Ricard Garcia Vilanova, Javier Espinosa i Marc Marginedas, periodistes segrestats
- 2015: Jordi Évole, periodista català
- 2016: Miguel Ángel Aguilar[5]
- 2017: Xosé Hermida, periodista espanyol.[6]
- 2018: Julia Otero, periodista espanyola.[7]